# Valentin Rosier
Valentin Rosier, né le 19 août 1996 à Montauban (Tarn-et-Garonne), est un Footballeur français évoluant au poste d'arrière droit. À la fin de la saison 2024-2025, il s'engage pour trois ans avec le CA Osasuna.

## Biographie

### Dijon (2016-2019)
Après 29 matchs avec le Rodez Aveyron Football, il rejoint le Dijon FCO par un transfert libre.
Le 31 janvier 2017, Valentin Rosier fait ses débuts avec le Dijon FCO en étant titulaire lors des seizièmes de finale de la Coupe de France contre les Girondins de Bordeaux (défaite 2-1). Trois mois plus tard, le 30 avril 2017, il découvre la Ligue 1, une nouvelle fois avec une titularisation face aux Girondins (match nul 0-0).
Il se révèle lors de la saison 2017-2018, prenant part à 36 rencontres de Ligue 1 dont 31 en tant que titulaire. Sa saison 2018-2019 est perturbée par des blessures, notamment une fracture du cinquième métatarse, ne disputant alors que 18 matchs de championnat.

### Sporting (2019-2022)
Le DFCO officialise son départ pour le Sporting Clube de Portugal le 27 juin 2019. Son transfert est estimé à 5 millions d'euros, Mama Baldé rejoignant également la Bourgogne. Il découvre la Liga Nos le 15 septembre 2019 lors d'un déplacement au Boavista FC (1-1). Il hérite de la place de titulaire au poste d'arrière droit à la suite du transfert de Thierry Correia vers le Valence CF. Son arrivée au Portugal lui permet également de découvrir la Ligue Europa où il est titulaire à 5 reprises lors de la phase des poules.
En décembre, il doit faire face à la concurrence de Stefan Ristovski, absent en début de saison à cause d'une blessure au pied.

### Transfert au Beşiktaş (2022-2023)
Le 11 décembre 2023, il est exclu du club en raison de « mauvaises performances et d’incompatibilités au sein de l’équipe, » aux côtés de quatre autres coéquipiers (Vincent Aboubakar, Éric Bailly, Rachid Ghezzal et Jean Onana).

#### Prêt à Nice (2024)
En janvier 2024, il est prêté à Nice avec option d'achat.

### En sélection
En novembre 2017, Rosier reçoit sa première convocation en équipe de France espoirs dans le cadre des matchs qualificatifs pour le championnat d'Europe espoirs contre la Bulgarie et la Slovénie, mais il reste sur le banc lors de ces deux matchs.

## Statistiques
Le tableau ci-dessous récapitule les statistiques de Valentin Rosier lors de sa carrière en club :
| Saison                | Club                  | Championnat           | Championnat | Championnat | Championnat | Coupe nationale | Coupe nationale | Coupe nationale | Coupe de la Ligue | Coupe de la Ligue | Coupe de la Ligue | Compétition(s) continentale(s) | Compétition(s) continentale(s) | Compétition(s) continentale(s) | Compétition(s) continentale(s) | Total | Total | Total |
| Saison                | Club                  | Division              | M.          | B.          | P.d.        | M.              | B.              | P.d.            | M.                | B.                | P.d.              | Comp.                          | M.                             | B.                             | P.d.                           | M.    | B.    | P.d.  |
| 2015-2016             | Rodez AF              | CFA                   | 26          | 0           | 0           | 3               | 0               | 0               | 1                 | 0                 | 0                 | -                              | -                              | -                              | -                              | 30    | 0     | 0     |
| Sous-total            | Sous-total            | Sous-total            | 26          | 0           | 0           | 3               | 0               | 0               | 1                 | 0                 | 0                 | -                              | 0                              | 0                              | 0                              | 30    | 0     | 0     |
| 2016-2017             | Dijon FCO             | Ligue 1               | 3           | 0           | 0           | 1               | 0               | 0               | -                 | -                 | -                 | -                              | -                              | -                              | -                              | 4     | 0     | 0     |
| 2017-2018             | Dijon FCO             | Ligue 1               | 36          | 0           | 3           | 1               | 0               | 0               | -                 | -                 | -                 | -                              | -                              | -                              | -                              | 37    | 0     | 3     |
| 2018-2019             | Dijon FCO             | Ligue 1               | 18          | 0           | 4           | -               | -               | -               | 1                 | 0                 | 0                 | -                              | -                              | -                              | -                              | 19    | 0     | 4     |
| Sous-total            | Sous-total            | Sous-total            | 57          | 0           | 6           | 2               | 0               | 0               | 1                 | 0                 | 0                 | -                              | 0                              | 0                              | 0                              | 60    | 0     | 6     |
| 2019-2020             | Sporting Portugal     | Primeira Liga         | 9           | 0           | 2           | 1               | 0               | 0               | 1                 | 0                 | 0                 | C3                             | 5                              | 0                              | 0                              | 16    | 0     | 2     |
| Sous-total            | Sous-total            | Sous-total            | 9           | 0           | 2           | 1               | 0               | 0               | 1                 | 0                 | 0                 | -                              | 5                              | 0                              | 0                              | 16    | 0     | 2     |
| 2020-2021             | Beşiktaş JK (prêt)    | Süper Lig             | 33          | 1           | 6           | 4               | 2               | -               | -                 | -                 | -                 | -                              | -                              | -                              | -                              | 37    | 3     | 6     |
| 2021-2022             | Beşiktaş JK           | Süper Lig             | 31          | 1           | 4           | 2               | 1               | -               | -                 | -                 | -                 | C1                             | 5                              | 0                              | 0                              | 38    | 2     | 4     |
| 2022-2023             | Beşiktaş JK           | Süper Lig             | 27          | 1           | 3           | 2               | 0               | 1               | -                 | -                 | -                 | -                              | -                              | -                              | -                              | 29    | 1     | 4     |
| 2023-2024             | Beşiktaş JK           | Süper Lig             | 12          | 0           | 1           | 2               | 0               | 1               | -                 | -                 | -                 | C4                             | 9                              | 0                              | 0                              | 23    | 0     | 2     |
| Sous-total            | Sous-total            | Sous-total            | 103         | 3           | 14          | 8               | 3               | 1               | 0                 | 0                 | 0                 | -                              | 14                             | 0                              | 0                              | 125   | 6     | 15    |
| 2023-2024             | OGC Nice              | Ligue 1               | 3           | 0           | 0           | 0               | 0               | 0               | -                 | -                 | -                 | -                              | -                              | -                              | -                              | 3     | 0     | 0     |
| Sous-total            | Sous-total            | Sous-total            | 3           | 0           | 0           | 0               | 0               | 0               | 0                 | 0                 | 0                 | -                              | 0                              | 0                              | 0                              | 3     | 0     | 0     |
| Total sur la carrière | Total sur la carrière | Total sur la carrière | 198         | 3           | 23          | 14              | 3               | 1               | 3                 | 0                 | 0                 | -                              | 19                             | 0                              | 0                              | 234   | 6     | 24    |

## Palmarès
Beşiktaş JK
- Championnat de Turquie
  - Champion : 2021
- Coupe de Turquie
  - Vainqueur : 2021